# Lijst van Engelstalige Zuid-Afrikaanse schrijvers en dichters
Dit is een lijst van Engelstalige Zuid-Afrikaanse schrijvers. In Zuid-Afrika kent men elf officiële talen; Engels is er daar een van. Bibliografische informatie van vertaalde werken is te vinden in Caleidoscoop van Susan van der Ree. Een bloemlezing van gedichten is "SA in poetry". Voor Afrikaanstalige auteurs, ga naar de Lijst van Afrikaanstalige schrijvers en dichters.

## A
- Peter Abrahams
- Farouk Asvat

## B
- Christiaan Barnard
- Lesley Beake
- Mark Behr
- Mary Benson
- Harry Bloom
- Harold Blore
- Herman Bosman
- Dennis Brutus

## C
- Roy Campbell
- Enver Carim
- John Maxwell Coetzee
- Lindsey Collen
- Bryce Courtenay
- Jeremy Cronin

## D
- Achmat Dangor
- H.I.E. Dhlomo
- R.R.R. Dhlomo
- Modikwe Dikobe
- A D Divine (pseudoniem)
- Menan Du Plessis
- K. Sello Duiker

## E
- Esekie (pseudoniem)
- Ahmed Essop

## F
- Dorothea Fairbridge
- Barry Feinberg
- Diana Ferrus
- Sir James Fitzpatrick
- Athol Fugard
- Sheila Mary Fugard

## G
- Damon Galgut
- Maurice Goldman
- Nadine Gordimer
- Alex la Guma
- Mafika Gwala

## H
- Sir Henry Rider Haggard
- Ernst Havemann
- Bessie Head
- Katie Hendriks (pseudoniem)
- Christopher Hope
- Alfred Hutchinson

## J
- Rayda Jacobs
- Daniel Jacobson
- James Jolobe

## K
- Eugenie de Kalb
- Farida Karodia
- William Kgositsile
- Raymond Kunene
- Ellen Kuzwayo

## L
- Ben Langa
- Peter Lanham (pseudoniem)
- Hugh Lewin
- E Lewis
- Albert Luthuli
- David Lytton

## M
- Sindiwe Magone
- Arthur Maimane
- Rian Malan
- Susan Mann
- Maishe Maponya
- Bheki Maseko
- Mark Mathabane
- Joel Matlou
- Robinson Matsele
- Todd Matshikiza
- Mtutuzeli Matshoba
- James Matthews
- Zakes Mda
- Fatima Meer
- Ora Mendels
- Gcina Mhlope
- Sarah Millin
- Bloke Modisane
- Thomas Mofolo
- C E Moikangoa
- Lady Charlotte Moor
- Stanley Motjuwadi
- Karabo Motsisi
- Ezekiel Mphahlele
- Oupa Mthimkulu
- Josheph Mtshall
- Daphne Muir
- Mothobi Mutloatse
- Vusamazulu Mutwa
- Mbulelo Mzamane

## N
- Nat Nakasa
- Njabulo Ndebele
- Lauretta Ngcobo
- Mike Nicol
- Lewis Nkosi
- Arthur Nortje
- Phyllis Ntantala
- Motshile Nthodi

## P
- Alan Paton
- Solomon Plaatje
- William Plomer
- Sir Laurens Jan van der Post
- Thomas Pringle

## R
- David Rame
- Richard Rive
- Sheila Roberts
- Henriette Rose-Innes
- Daphne Rooke

## S
- Patricia Schonstein
- Olive Schreiner
- Dyke Sentso
- Sydney Sepamla
- Mongane Serote
- Norman Silver
- Gillian Slovo
- Mavis Smallberg
- Pauline Smith
- Wilbur Smith
- Siegfried Stander

## T
- Daniel Themba
- Maria Tholo
- Gladys Thomas
- Miriam Tlali

## U
- Pieter-Dirk Uys

## W
- Alf Wannenbrugh
- Stephen Watson
- Zoë Wicomb
- Donald Woods
- Christopher van Wijk

## Y
- Florence Young
- Francis Young

## Z
- Dan Zwelonke